# Васильева, Нина Ивановна (доярка)
Нина Ивановна Васильева (25 декабря 1937, Киев — 29 декабря 2016, Розовка, Саратовская область) — передовик советского сельского хозяйства, доярка колхоза имени Калинина Краснокутского района Саратовской области, полный кавалер ордена Трудовой Славы (1986).

## Биография
Родилась в 1937 году в городе Киеве Украинской ССР в русской семье. В начале Великой Отечественной войны вся семья эвакуировалась в Саратовскую область в село Розовка Краснокутского района.
Работать начала рано, ещё в старших классах начала посещать ферму, а завершив обучение трудоустроилась ухаживать за телятами. Работала активно прилежно. Выполняла все задачи и бережно относилась к поголовью.
В 1972 году перешла работать в совхоз имени Калинина. Работала с только что родившимися телятами, поднимала и сберегала молодняк. Привес и сохранность в её работе были главными показателями. Она в совершенстве владела своими навыками и добивалась высоких результатов в труде, став лучшей телятницей в хозяйстве.
Указом Президиума Верховного Совета СССР от 14 февраля 1975 года была награждена орденом Трудовой Славы III степени.
Указом Президиума Верховного Совета СССР от 13 марта 1981 года была награждена орденом Трудовой Славы II степени.
«За успехи, достигнутые в выполнении заданий 11-й пятилетки и социалистических обязательств по производству и переработки сельскохозяйственной продукции» указом Президиума Верховного Совета СССР от 29 августа 1986 года Нина Ивановна Васильева была награждена орденом Трудовой Славы I степени. Стала полным кавалером Ордена Трудовой Славы.
Продолжала работать в сельском хозяйстве. О её заслугах весть шла по всей стране. В колхоз имени Калинина съезжались молодые специалисты для обмена опытом работы с молодняком. Нина Ивановна активно помогала труженицам и была чутким наставником. Проработав сорок лет в животноводстве вышла на заслуженный отдых.
Проживала в селе Розовка Краснокутского района. Умерла 29 декабря 2016 года.

## Награды и звания
- Орден Трудовой Славы I степени (29.08.1986);
- Орден Трудовой Славы II степени (13.03.1981);
- Орден Трудовой Славы III степени (14.02.1975);
- медали.